# 艾恩斯利河
艾恩斯利河（英語：Einasleigh River）是澳大利亚昆士蘭州的一条河流，注入吉尔伯特河。